# جان ويليام
جان ويليام هو باحث في الرومانسية وكاتب بلجيكي، ولد في 28 أكتوبر 1918 في Fosses-la-Ville ‏ في بلجيكا، وتوفي في 9 فبراير 2001 في نامور في بلجيكا.